# Onigunsow
Onigunsow è il primo singolo dei Sex Machineguns dall'album Barbe-Q★Michael. è stato pubblicato il 24 maggio del 2000 dalla Toshiba-Emi. Un'altra versione è stata commercializzata il 26 settembre del 2003 con in più il brano German Power live in Morioka.

## Tracce
1. Onigunsow
2. Naked Gun

## Versione del 2003
1. Onigunsow
2. Naked Gun
3. German Power (live in Morioka)